# Irene Fargo (album)
Irene Fargo è il primo album dell'omonima cantante italiana, pubblicato originariamente dall'etichetta discografica Carosello e distribuito dalla Ricordi nel 1990.
L'album, pubblicato alla fine del 1990, viene preceduto in estate dal 45 giri promozionale Le Ragazze Al Mare, poi riproposto l'estate successiva.
L'album comprende anche i brani del primo 45 giri pubblicato nel 1989 Dialoghi/Meccanismi e Le Donne Dei Soldati Veri, brano presentato originariamente al Festival di Castrocaro 1988.
In seguito alla partecipazione dell'artista al Festival di Sanremo 1991 con il brano La donna di Ibsen, secondo classificato nella sezione "Novità", è stata messa in commercio una riedizione del disco, contenente in aggiunta il brano presentato alla manifestazione e Ti do una canzone, interpretato in duetto con Grazia Di Michele, che è anche l'autrice del pezzo.
Gli altri brani dell'album, disponibile su long playing, musicassetta e compact disc, sono composti da Enzo Miceli e Gaetano Lorefice, ad eccezione di Milord e Mon homme.
Nel 1994 il disco viene ristampato su cd e musicassetta per la serie Orizzonte della Ricordi.

## Tracce

### Edizione 1990
1. Le donne dei soldati veri
2. Dialoghi
3. Le ragazze al mare
4. Milord
5. Nannarella
6. Meccanismi
7. I barboni
8. Mon homme

### Edizione 1991
1. La donna di Ibsen
2. Dialoghi
3. Le ragazze al mare
4. I barboni
5. Milord
6. Le donne dei soldati veri
7. Nannarella
8. Ti do una canzone (con Grazia Di Michele)
9. Meccanismi
10. Mon homme

## Formazione
- Irene Fargo – voce
- Alberto Crucitti – programmazione
- Paolo Costa – basso
- Lele Melotti – batteria
- Danilo Riccardi – tastiera, pianoforte
- Francesco Saverio Porciello – chitarra elettrica
- Vittorio Cosma – tastiera, pianoforte
- Lucio Fabbri – chitarra acustica, violino, tastiera
- Candelo Cabezas – percussioni
- Walter Tesoriere – tastiera
- Gabriele Cicognani – basso
- Massimo Falda – programmazione
- Giancarlo Porro – sassofono tenore, sax alto, sassofono baritono

## Classifiche
| Classifica | Posizione massima |
| ---------- | ----------------- |
| Italia     | 38                |